# Joseph Banks
Sir Joseph Banks (født 13. februar 1743 i London, England, død 19. juni 1820 i London) var en engelsk naturalist og botaniker som deltog i James Cooks første store opdagelsesrejse fra 1768–1771 på skibet HMB Endeavour. Dette resulterede i at 75 arter blev beskrevet og navngivet af Banks. Det er hans fortjeneste at den vestlige verden blev introduceret for eukalyptus, akacie, mimosa, og en hel slægt fik også navn efter Banks; Banksia.
Banks var ordfører for Royal Society. Han blev indvalgt som udenlandsk repræsentant nummer 85 af Kungliga Vetenskapsakademien i 1773. Hans Journal during Capt. Cooks first voyage blev først udgivet i 1896.